# Đồn Capuzzo

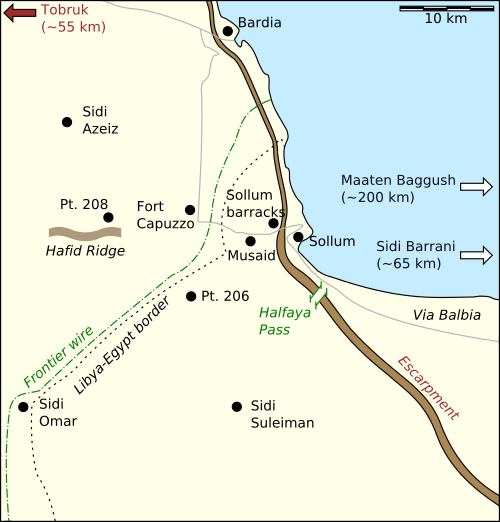
Bản đồ chỉ đồn Capuzzo

Đồn Capuzzo là một đồn ở Libya dưới thời Libya thuộc Ý, nằm gần biên giới Libya-Ai Cập và kế bên Phòng tuyến dây thép gai của Ý. Đây là địa điểm nổi tiếng trong Chiến tranh thế giới thứ hai.

## Lịch sử
Trong vòng một tuần kể từ khi Ý chính thức tuyên chiến với Anh vào ngày 10 tháng 6 năm 1940, đội Khinh kỵ binh số 11 của quân Anh (được hỗ trợ bởi các đơn vị của Trung đoàn xe tăng Hoàng gia số 1 và sự yểm trợ từ Phi đội số 33 của Gladiators và Phi đội số 211 của Blenheims) đã chiếm Đồn Capuzzo. Một vài ngày sau, Sư đoàn áo đen số 1 của Ý chiếm lại trong một đợt tấn công tới Sidi Barrani, Ai Cập.
Tháng 12 năm 1940, Lực lượng Sa mạc Tây chiếm lại đồn trong chiến dịch Compass. Rồi sau đồn bị Tướng Erwin Rommel chiếm lại trong đợt tấn công đầu tiên của ông diễn ra vào ngày 12 tháng 4 năm 1941.
Trong chiến dịch Brevity, đồn lại đổi chủ một thời gian ngắn từ ngày 15 đến 16 tháng 5, nhưng cuối cùng vẫn thuộc quyền kiểm soát của liên quân Đức-Ý khi chiến dịch thất bại và Liên đoàn của Anh đang tấn công buộc phải rút lui. Đồn lại bị Sư đoàn New Zealand tái chiếm vào ngày 22 tháng 11 năm 1941, trong suốt chiến dịch Crusader.
Lực lượng phe Trục một lần nữa lại sở hữu sau trận Gazala trước khi đồn được trả về cho Đồng minh kiểm soát lần cuối cùng sau trận El Alamein thứ hai.